# Морська практика
Морськá прáктика — комплекс знань і практичних навичок необхідний для управління судном та його механізмами при стоянці в базі і плаванні в морі в будь-яких умовах обстановки, а також для виконання різноманітних корабельних робіт, пов'язаних з утриманням судна, механізмів і пристроїв в технічно справному стані і чистоті, прийманням вантажів та пасажирів, користуванням корабельними (судновими) рятувальними і плавзасобами тощо.
Морською практикою також називають сформовані на практиці правила поведінки навігаційного характеру, закріплені їх постійним застосуванням і узгоджені з досвідом, здоровим глуздом і станом навігаційної науки. Морська практика є основою в царині безпеки мореплавства і роботи на судні. На морській практиці ґрунтуються правила міжнародного морського права. Вона враховується судами, арбітражами, інспекціями при визначенні вини моряків. Морська практика має міжнародний статус і має вплив на зміст конвенцій і прийнятих ІМО рекомендацій в галузі безпеки мореплавства.
Морська практика базується на теоретичній підготовці особового складу і практичному досвіді виконання ним своїх функціональних обов'язків на кораблі (судні). У середніх і вищих морських навчальних закладах вивчається як окрема навчальна дисципліна.